# Lista de publicações dos Novos 52
Em setembro de 2011, a DC Comics relançou toda a sua linha de publicações, chamando a nova iniciativa editorial como Os Novos 52. A iniciativa consistiu de um novo selo de títulos, todos rotulados com o logotipo "Os Novos 52", bem como a criação de Universo DC reiniciado pós-"Ponto de Ignição" onde personagens dos antigos selos WildStorm e Vertigo foram incorporados a linha principal da DC Comics. A intenção era publicar 52 títulos regulares por mês envolvendo o Universo DC. Contudo, a DC também contou com edições especiais, minisséries e maxi-séries entre esses números.
Em junho de 2015, após a conclusão da minissérie Convergência (Convergence), a menção "Os Novos 52" e o selo foram interrompidos, no entanto, a continuidade continuou sob a nova iniciativa, "DC You". Em fevereiro de 2016, a DC anunciou a iniciativa  Renascimento (Rebirth), encerrando os Novos 52 em junho de 2016. Academia Gotham: Segundo Semestre (Gotham Academy: Second Semester) foi o último título lançado dos Novos 52, com edição final em agosto de 2017. Um título adicional Terra 2 (Earth-2) foi anunciado pra substituir Terra 2: Sociedade (Earth-2: Society), mas a informação sobre o lançamento não foi revelada.ainda não foi revelado.
Até novembro de 2016, a DC lançou um total de 111 títulos regulares. Para expandir o universo dos Novos 52, a DC também lançou 34 edições especiais (one-shots), 32 minisséries e quatro maxi-séries, com uma série regular  planejada. Uma série regular foi planejada, mas não foi lançada Antes do Renascimento que entrou em vigor em junho de 2016. Além disso, outra série regular foi planejada, mas cancelada, tendo seus conceitos mesclados em outro título.

## "Os Novos 52" (Setembro de 2011 — Maio de 2015)
Os títulos regulares sob o selo Os Novos 52 foram organizados sob sete "famílias", agrupando personagens ou temas semelhantes nos mesmos títulos. Essas famílias eram: "Liga da Justiça" ("Justice League"); "Batman"; "Superman"; "Lanterna Verde" ("Green Lantern"); "Justiça Jovem" ("Young Justice"); "The Edge"; e "The Dark". Contudo, nos lançamentos de outubro de 2013, a DC já não estava mais agrupando os títulos em famílias, em vez disso, as liberações foram feitos em um grupo maior, intitulado "The New 52 Group".
De setembro de 2011 a junho de 2015, a DC lançou 93 títulos regulares do selo através de várias "ondas" de lançamento, e para expandir o universo de Os Novos 52, também lançou 21 edições especiais (one-shots), 17 minisséries e três maxi-séries. A DC usou o modelo "onda" para introdução de novos títulos, que ocasionalmente correspondiam com os títulos que eram cancelados, para atualizar constantemente a linha". Além disso, nos meses de setembro subsequente ao lançamento, a DC publicou iniciativas exclusivas para comemorar o relançamento.

## "DC You" (Junho de 2015 — Junho de 2016)
Em fevereiro de 2015, foi revelado que, após a minissérie Convergência em junho de 2015, a DC não usaria mais a menção "Os Novos 52" para marcar seus títulos; No entanto, a continuidade estabelecida em setembro de 2011 seria mantida. No relançamento inicial, 24 novas publicações juntaram-se a 25 publicações existentes antes da Convergência, com novos títulos continuando a serem adicionados. Em maio de 2015, a DC anunciou a campanha publicitária "DC You" (DC & Você) para o relançamento. A iniciativa, que começou com edições de quadrinhos impressos e digitas da DC em 20 de maio, antes da transição para outros conteúdos digitais em 3 de junho, foi exibida em impressos e anúncios, bem como no site da DC Comics e em redes sociais com uma hashtag especial.
Em fevereiro de 2016, a DC Comics anunciou sua iniciativa Renascimento, um relançamento de seus títulos para começar em junho de 2016. Juntamente com um relançamento de títulos existentes dos Novos 52 em novas edições #1 e cancelamento de outros, a DC planejou a reintrodução de conceitos familiares para os personagens, como o legado, da continuidade pré-Ponto de Ignição que tinha sido esquecida nos Novos 52, cirando um novo Universo DC baseado "em tudo que foi publicado desde a Action Comics #1 até Os Novos 52."
Desde o "relançamento", a DC lançou 18 séries regulares adicionais, bem como 15 minisséries e uma maxis-série, com uma série regular  planejada. Uma série regular foi planejada, mas não foi lançada antes que o Renascimento entrasse em vigor em junho de 2016. Além disso, outra série regular foi planejada, mas cancelada, com seus conceitos fundidos em outro título.

### Títulos que continuaram
Esses títulos foram publicados antes da "Convergência" e continuaram sua numeração anterior, em vez de serem renumerados ou relançados em junho de 2015.
| Título original / Título traduzido                | Datas de publicação / Edições                          | Equipe criativa inicial[nota1]                                                           |
| ------------------------------------------------- | ------------------------------------------------------ | ---------------------------------------------------------------------------------------- |
| Aquaman                                           | Junho de 2015 – Maio de 2016 (41–52)                   | Escritor Cullen Bunn Artista Trevor McCarthy                                             |
| Action Comics                                     | Junho de 2015 – Maio de 2016 (41–52)                   | Escritores Greg Pak Aaron Kuder Artista Aaron Kuder                                      |
| Batgirl                                           | Junho de 2015 – Maio de 2016 (41–52, mais 1 Anual)     | Escritores Cameron Stewart Brenden Fletcher Artista Babs Tarr                            |
| Batman                                            | Junho de 2015 – Maio de 2016 (41–52, mais 1 Anual)     | Escritor Scott Snyder Desenhista Greg Capullo Arte-finalista Danny Miki                  |
| Batman/Superman                                   | Junho de 2015 – Maio de 2016 (21–32)                   | Escritor Greg Pak Artista Ardian Syaf                                                    |
| Catwoman (Mulher-Gato)                            | Junho de 2015 – Maio de 2016 (41–52)                   | Escritor Genevieve Valentine Artista David Messina                                       |
| Deathstroke (vol. 3) (Exterminador)               | Junho de 2015 – Julho de 2016 (7–20, mais 2 Anuais)    | Escritores Tony S. Daniel Jim Bonny Artista Tony S. Daniel                               |
| Detective Comics                                  | Junho de 2015 – Maio de 2016 (41–52)                   | Escritores Francis Manapul Brian Buccelato Artista Francis Manapul                       |
| The Flash (Flash)                                 | Junho de 2015 – Maio de 2016 (41–52, mais 1 Anual)     | Escritores Robert Vendetti Van Jensen Desenhista Brett Booth Arte-finalista Norm Rapmund |
| Gotham Academy (Academia Gotham)                  | Junho de 2015 – Agosto de 2016 (7–18, mais 1 Anual)    | Escritores Becky Cloonan Brandon Fletcher Artista Mingjue Helen Chen                     |
| Gotham by Midnight                                | Junho de 2015 – Dezembro de 2015 (6–12, mais 1 Anual)  | Escritor Ray Fawkes Artista Juan Ferreyra                                                |
| Grayson                                           | Junho de 2015 – Junho de 2016 (9–20, mais 2 Anuais)    | Escritores Tim Seeley Tom King Artista Mikel Janin                                       |
| Green Arrow (Arqueiro Verde)                      | Junho de 2015 – Maio de 2016 (41–52, mais 1 Anual)     | Escritor Ben Percy Artista Patrick Zircher                                               |
| Green Lantern (Lanterna Verde)                    | Junho de 2015 – Maio de 2016 (41–52, mais 1 Anual)     | Escritor Robert Vendetti Desenhista Billy Tan Arte-Finalista Mark Irwin                  |
| Harley Quinn (Arlequina)                          | Junho de 2015 – Julho de 2016 (17–30)                  | Escritores Amanda Conner Jimmy Palmiotti Artista Chad Hardin                             |
| Justice League (Liga da Justiça)                  | Junho de 2015 – Junho de 2016 (41–52)                  | Escritor Geoff Johns Artista Jason Fabok                                                 |
| Justice League United (Liga da Justiça Unida)     | Julho de 2015 – Dezembro de 2015 (11–16)               | Escritor Jeff Parker Artista Travel Foreman                                              |
| Lobo                                              | Junho de 2015 – Dezembro de 2015 (7–13, mais 1 Anual)  | Escritor Cullen Bunn Artista Cliff Richards                                              |
| New Suicide Squad (Esquadrão Suicida)             | Junho de 2015 – Julho de 2016 (9–22, mais 1 Anual)     | Escritor Sean Ryan Artista Philippe Briones                                              |
| Secret Six (Sexteto Secreto)                      | Junho de 2015 – Maio de 2016 (3–14)                    | Escritor Gail Simone Artistas Ken Lashley Dale Eaglesham                                 |
| Sinestro                                          | Junho de 2015 – Maio de 2016 (12–23)                   | Escritor Cullen Bunn Desenhista Brad Walker Arte-finalista Andrew Hennessy               |
| Superman                                          | Junho de 2015 – Maio de 2016 (41–52, mais 1 Anual)     | Escritor Gene Luen Yang Desenhista John Romita, Jr. Arte-finalista Klaus Janson          |
| Superman/Wonder Woman (Superman/Mulher-Maravilha) | Junho de 2015 – Maio de 2016 (18–29, mais 1 Anual)     | Escritor Peter Tomasi Artistas Doug Mahnke outros                                        |
| Teen Titans (vol. 5) (Jovens Titãs)               | Junho de 2015 – Setembro de 2016 (9–24, mais 2 Anuais) | Escritor Will Pfeifer Artista Kenneth Rocafort                                           |
| Wonder Woman (Mulher-Maravilha)                   | Junho de 2015 – Maio de 2016 (41–52, mais 1 Anual)     | Escritor Meredith Finch Desenhista David Finch Arte-finalista Jonathan Glapion           |

### Novos títulos
| Título original / Título traduzido                                  | Datas de publicação / Edições            | Equipe criativa inicial[nota1]                                                           |
| ------------------------------------------------------------------- | ---------------------------------------- | ---------------------------------------------------------------------------------------- |
| Gotham Academy: Second Semester (Academia Gotham: Segundo Semestre) | Setembro de 2016 – Agosto de 2017 (1–12) | Escritores Becky Cloonan Brandon Fletcher Karl Kerschel Artistas Adam Archer Sandra Hope |

#### Próximos
| Título original / Título traduzido | Datas de publicação / Edições | Equipe criativa inicial[nota1]  |
| ---------------------------------- | ----------------------------- | ------------------------------- |
| Earth 2 (Terra 2)                  | A ser anunciado               | Escritor Dan Abnett Artista TBA |

#### Terminados
| Título original / Título traduzido                     | Datas de publicação / Edições                      | Equipe criativa inicial[nota1]                                               |
| ------------------------------------------------------ | -------------------------------------------------- | ---------------------------------------------------------------------------- |
| Batman Beyond (Batman do Futuro)                       | Junho de 2015 – Setembro de 2016 (1–16)            | Escritor Dan Jurgens Artista Bernard Chang                                   |
| Black Canary (Canário Negro)                           | Junho de 2015 – Maio de 2016 (1–12)                | Escritor Brenden Fletcher Artista Annie Wu                                   |
| Constantine: The Hellblazer                            | Junho de 2015 – Junho de 2016 (1–13)               | Escritores Ming Doyle James Tynion IV Artista Riley Rossmo                   |
| Cyborg                                                 | July 2015 – Junho de 2016 (1–12)                   | Escritor David F. Walker Artistas Ivan Reis Joe Prado                        |
| Doctor Fate (Senhor Destino)                           | Junho de 2015 – Novembro de 2016 (1–18)            | Escritor Paul Levitz Artista Sonny Liew                                      |
| Earth 2: Society (Terra 2: Sociedade)                  | Junho de 2015 – Março de 2017 (1–22, mais 1 Anual) | Escritor Daniel H. Wilson Artista Jorge Jimenez                              |
| Justice League 3001 (Liga da Justiça 3001)             | Junho de 2015 – Maio de 2016 (1–12)                | Escritores Keith Giffen J.M. DeMatteis Artista Howard Porter                 |
| Justice League of America (Liga da Justiça da América) | Junho de 2015 – Novembro de 2016 (1–10)            | Escritor Bryan Hitch Artistas Bryan Hitch Wade von Grawbadger                |
| Martian Manhunter (Caçador de Marte)                   | Junho de 2015 – Maio de 2016 (1–12)                | Escritor Rob Williams Penciller Eddy Barrows Inker Eber Ferreira             |
| Midnighter                                             | Junho de 2015 – Maio de 2016 (1–12)                | Escritor Steve Orlando Artista ACO                                           |
| The Omega Men (Omega Men)                              | Junho de 2015 – Maio de 2016 (1–12)                | Escritor Tom King Artista Alec Morgan                                        |
| Capuz Vermelho/Arsenal (Capuz Vermelho/Arsenal)        | Junho de 2015 – Junho de 2016 (1–13)               | Escritor Scott Lobdell Artista Denis Medri                                   |
| Robin: Son of Batman (Robin: Filho do Morcego)         | Junho de 2015 – Junho de 2016 (1–13)               | Escritor Patrick Gleason Desenhista Patrick Gleason Arte-finalista Mick Gray |
| Starfire (Estelar)                                     | Junho de 2015 – Maio de 2016 (1–12)                | Escritores Amanda Conner Jimmy Palmiotti Artista Emanuela Lupacchino         |
| Superman: Lois & Clark                                 | Outubro de 2015 – Maio de 2016 (1–8)               | Escritor Dan Jurgens Artista Lee Weeks                                       |
| Telos                                                  | Outubro de 2015 – Março de 2016 (1–6)              | Escritor Jeff King Artistas Carlo Pagulayan Jason Paz                        |
| We Are... Robin (Nós Somos... Robin)                   | Junho de 2015 – Maio de 2016 (1–12)                | Escritor Lee Bermejo Artistas Rob Haynes Khary Randolph                      |

#### Não publicados e cancelados
Mystik U, escrito por Alisa Kwitney com arte de Mauricet, serie concentrado em uma faculdade para mágicos, apresentando Rose Psychic e Caim e Abel. Kwitney chegou a afirmar que o título sairia em outubro de 2015, mas acabou não sendo liberado.
Dark Universe foi anunciado com os outros títulos da DC You, como uma continuação de Justice League Dark, com James Tynion IV e Ming Doyle trabalhando no título. No entanto, em maio de 2015, Tynion revelou que o título não estava mais sendo desenvolvido.

### Edições especiais (One-shots)
| Título original                                            | Data de publicação | Equipe criativa                                                                                       |
| ---------------------------------------------------------- | ------------------ | --- |
| Batman: Endgame Director's Cut #1                          | Novembro de 2015   | Escritor Scott Snyder Penciller Greg Capullo                                                          |
| DC Comics: Divergence                                      | Maio de 2015       | Escritores Geoff Johns Scott Snyder Gene Luen Yang Artistas Jason Fabok Greg Capullo John Romita, Jr. |
| Harley Quinn and the Suicide Squad April Fool's Special #1 | Abril de 2016      | Escritores Rob Williams Artistas Jim Lee Scott Williams Sean "Cheeks" Galloway                        |
| Harley Quinn Road Trip Special #1                          | Setembro de 2015   | Escritores Amanda Conner Jimmy Palmiotti Artistas Bret Blevins others                                 |
| Justice League: Darkseid War – Batman #1                   | Outubro de 2015    | Escritor Peter Tomasi Artista Fernando Pasarin                                                        |
| Justice League: Darkseid War – The Flash #1                | Outubro de 2015    | Escritor Rob Williams Artista Jesus Merino                                                            |
| Justice League: Darkseid War – Green Lantern #1            | Novembro de 2015   | Escritor Tom King Artista Evan “Doc” Shaner                                                           |
| Justice League: Darkseid War – Lex Luthor #1               | Dezembro de 2015   | Escritor Francis Manapul Artista Bong Dazo                                                            |
| Justice League: Darkseid War – Shazam! #1                  | Novembro de 2015   | Escritor Steve Orlando Artista Scott Kolins                                                           |
| Justice League: Darkseid War – Superman #1                 | Novembro de 2015   | Escritor Francis Manapul Artista Bong Dazo                                                            |
| Justice League: Darkseid War Special #1                    | Abril de 2016      | Escritor Geoff Johns Artista Oscar Jimenez                                                            |
| Robin War #1                                               | Dezembro de 2015   | Escritor Tom King Artista Khary Randolph                                                              |
| Robin War #2                                               | Janeiro de 2016    | Escritor Tom King Artista Khary Randolph                                                              |

### Minisséries
| Título original / Título traduzido                                                          | Data de publicação / Edições               | Equipe criativa                                                                   |
| ------------------------------------------------------------------------------------------- | ------------------------------------------ | --------------------------------------------------------------------------------- |
| All-Star Section Eight                                                                      | Junho de 2015 – Novembro de 2015 (1–6)     | Escritor Garth Ennis Artista John McCrea                                          |
| Bat-Mite (Bat-Mirin)                                                                        | Junho de 2015 – Novembro de 2015 (1–6)     | Escritor Dan Jurgens Artista Corin Howell                                         |
| Bizarro                                                                                     | Junho de 2015 – Novembro de 2015 (1–6)     | Escritor Heath Corson Artista Gustavo Duarte                                      |
| Doomed (Apocalypse)                                                                         | Junho de 2015 – Novembro de 2015 (1–6)     | Escritor Scott Lobdell Artista Javier Fernandez                                   |
| Green Lantern Corps: Edge of Oblivion (Tropa dos Lanternas Verdes: No Limite da Existência) | Janeiro de 2016 – Junho de 2016 (1–6)      | Escritor Tom Taylor Artista Ethan Van Sciver                                      |
| Green Lantern: Lost Army (Lanternas Verdes: Exército Perdido)                               | Junho de 2015 – Novembro de 2015 (1–6)     | Escritor Cullen Bunn Artista Jesus Saiz                                           |
| Harley Quinn and Her Gang of Harleys (A Gangue da Arlequina)                                | Abril de 2016 – Setembro de 2016 (1–6)     | Escritores Frank Tieri Jimmy Palmiotti Artista Mauricet                           |
| Harley Quinn and Power Girl (Arlequina e Poderosa)                                          | Junho de 2015 – Novembro de 2015 (1–6)     | Escritores Amanda Conner Jimmy Palmiotti Justin Gray Artista Stephane Roux        |
| Legends of Tomorrow                                                                         | Março de 2016 – Agosto de 2016 (1–6)       | Vários                                                                            |
| Poison Ivy: Cycle of Life and Death                                                         | Janeiro de 2016 – Junho de 2016 (1–6)      | Escritor Amy Chu Artista Clay Mann                                                |
| Prez                                                                                        | Junho de 2015 – Novembro de 2015 (1–6)     | Escritor Mark Russell Artista Ben Caldwell                                        |
| Raven (Ravena)                                                                              | Setembro de 2016 – Fevereiro de 2017 (1–6) | Escritor Marv Wolfman Artista Alisson Borges                                      |
| Suicide Squad Most Wanted: Deadshot/Katana (Os Mais Procurados: Pistoleiro/Katana)          | Janeiro de 2016 – Junho de 2016 (1–6)      | Escritores Mike W. Barr Brian Bucellato Artistas Diogenes Neves Viktor Bogdanovic |
| Swamp Thing (Monstro do Pântano)                                                            | Janeiro de 2016 – Junho de 2016 (1–6)      | Escritor Len Wein Artista Kelley Jones                                            |
| Titans Hunt                                                                                 | Outubro de 2015 – Maio de 2016 (1–8)       | Escritor Dan Abnett Artista Palo Siqueira                                         |

### Maxi-séries
| Título original / Título traduzido               | Data de publicação / (Edições)         | Equipe criativa inicial[nota1]                                                                                     |
| ------------------------------------------------ | -------------------------------------- | --- |
| Batman & Robin Eternal (Batman & Robin: Eternos) | Outubro de 2015 – Abril de 2016 (1–26) | Escritores James Tynion IV Scott Snyder Tim Seeley Steve Orlando Artistas Tony S. Daniel Paul Pelletier Scot Eaton |